# Conquista de la Sierra (kommun)
Conquista de la Sierra är en kommun i Spanien.   Den ligger i provinsen Provincia de Cáceres och regionen Extremadura, i den centrala delen av landet, 210 km sydväst om huvudstaden Madrid. Antalet invånare är 207.